# Gymnastes flavitibia
Gymnastes flavitibia là một loài ruồi trong họ Limoniidae. Chúng phân bố ở miền Cổ bắc.